# Pelecopsis punctiseriata
Pelecopsis punctiseriata är en spindelart som först beskrevs av Friedrich Wilhelm Bösenberg och Embrik Strand 1906.  Pelecopsis punctiseriata ingår i släktet Pelecopsis och familjen täckvävarspindlar. Inga underarter finns listade i Catalogue of Life.